# Friedrich Wilhelm von Wedel
Friedrich Wilhelm Graf von Wedel (* 28. März 1798 auf der Evenburg; † 14. Juli 1872 in Ems) war ein oldenburgischer Generalleutnant und Vorstand des Departements für Militärangelegenheiten.

## Leben

### Herkunft
Seine Eltern waren Clemens August von Wedel (* 9. September 1754; † 26. Dezember 1825) und dessen Ehefrau Wilhelmine Sophie Elisabeth, geborene von Gaudy (* 12. Januar 1765; † 9. Mai 1840).

### Militärkarriere
Wedel wurde von seinen Eltern für das Militär bestimmt. Er trat daher 1816 zunächst in die Preußische Armee ein. Schon bald wechselte Wedel in die Hannoversche Armee. 
Am 30. Juni 1833 wurde er Hauptmann im Oldenburgischen Infanterie-Regiment. Im Jahr 1850 wurde er Major, 1857 Oberstleutnant und 1860 Oberst. Am 27. November 1861 übernahm Wedel als „De-facto“-Minister die Leitung des Oldenburgischen Militärdepartements der Regierung Peter von Rössing. Gleichzeitig ernannte man ihn zum Generalmajor und Chef des Stabes des Großherzogs. Am 12. April 1865 folgte seine Beförderung zum Generalleutnant.
Mit der Militärkonvention vom 15. Juli 1867 zwischen Preußen und Oldenburg wurde das Militärdepartement aufgelöst und Wedel am 30. September 1867 in den Ruhestand versetzt.

### Familie
Wedel heiratete am 28. März 1827 die Freiin Wilhelmine Bertha Sophie von Glaubitz (* 21. Juni 1802; † 27. Dezember 1887), eine Tochter des preußischen Generalmajors Johann Karl Sigismund von Glaubitz (1764–1838) und der Johanna Sophie Elisabeth Puschen (* 8. Februar 1768; † 11. Dezember 1821). Das Paar hatte sieben Kinder:
- Clemens Eugen Ludwig Karl (* 7. Januar 1828), hannoverischer Offizier
- Clemens August Karl (* 15. Februar 1829; † 7. Februar 1907), oldenburgischer Oberstallmeister und Obermundschenk ⚭ Margarethe Pauline Constanze von Falkenstein (* 17. November 1842; † 7. Januar 1926)
- Clementine Wilhelmine Clotilde Frederike Rosalie (* 15. Juni 1832) ⚭ 1855 Ferdinand Julius von Wedel-Jarlsberg (* 23. Oktober 1823; † 11. August 1907)
- Klara Johanna Wilhelmine (* 29. April 1835; † 16. Juni 1907) ⚭ 1855 Gustav Adolf Graf von Bentinck (* 21. November 1809; † 5. Mai 1876), hannoverischer Major
- Wilhelm Johann Ludwig (* 15. November 1837; † 25. April 1912) ⚭ 1861 Luise Freiin von Bodelschwingh-Plettenberg (* 2. August 1839; † 10. Oktober 1882)
- Hermann Berthold Theodor (* 29. Juni 1839)
- Carl Leo Julius (1842–1919), General der Kavallerie, deutscher Botschafter in Wien, ab 1914 Fürst Wedel ⚭ Stephanie Auguste Hamilton